# Шарлотта София Саксен-Кобург-Заальфельдская
Шарлотта София Саксен-Кобург-Заальфельдская (нем. Charlotte Sophie von Sachsen-Coburg-Saalfeld; 24 сентября 1731, Кобург — 2 августа 1810, Шверин) — принцесса Саксен-Кобург-Заальфельдская, в замужестве наследная принцесса Мекленбурга.

## Биография
Шарлотта София — старшая дочь герцога Франца Иосии Саксен-Кобург-Заальфельдского (1697—1764) от его брака с Анной Софией Шварцбург-Рудольштадтской (1700—1780), дочерью князя Людвига Фридриха I Шварцбург-Рудольштадтского.
13 мая 1755 года в Шверине Шарлотта София вышла замуж за наследного принца Людвига Мекленбургского. В поездке на свадьбу её сопровождал брат Фридрих Иосия Саксен-Кобург-Заальфельдский. Брак описывался как счастливый, и даже вдовой Шарлотта София пользовалась глубоким уважением. Шарлотта София и её супруг считались большими почитателями искусства. Шарлотта София похоронена в шверинской церкви Святого Николая.

## Потомки
У Шарлотты Софии и её супруга было двое детей:
- Фридрих Франц I (1756—1837), великий герцог Мекленбург-Шверина, женат на принцессе Луизе Саксен-Гота-Альтенбургской (1756—1808)
- София Фридерика (1758—1794), замужем за наследным принцем Фредериком Датским (1753—1805)

## Награды
- 22 июля 1804 года Шарлотта София была удостоена ордена Святой Екатерины I степени[4].